# Anton Datsko
Anton Volodimirovitch Datsko (en ukrainien : Антон Володимирович Дацко), né le 24 mai 1983 à Bousk, est un escrimeur handisport ukrainien.
Vice-champion paralympique de l'épreuve de sabre individuel des Jeux paralympiques d'été de 2012 à Londres, il progresse d'un rang quatre ans plus tard, aux Jeux paralympiques de 2016 à Rio de Janeiro, où il devient champion paralympique dans la même arme. Il dispute aussi des épreuves de fleuret.

## Palmarès
- Escrime handisport aux Jeux paralympiques
  -  Médaille d'or au sabre aux Jeux paralympiques d'été de 2016 à Rio de Janeiro
  -  Médaille d'argent au sabre aux Jeux paralympiques d'été de 2012 à Londres